# Zarudînți, Rujîn
Zarudînți (în ucraineană Зарудинці) este o comună în raionul Rujîn, regiunea Jîtomîr, Ucraina, formată numai din satul de reședință.

## Demografie
Componența lingvistică a comunei Zarudînți
     Ucraineană (98,2%)
     Rusă (1,48%)
     Alte limbi (0,22%)
Conform recensământului din 2001, majoritatea populației comunei Zarudînți era vorbitoare de ucraineană (98,2%), existând în minoritate și vorbitori de rusă (1,48%).